# گروه اوال‌اکس
گروه اوال‌اکس (انگلیسی: OLX) شرکت فناوری اطلاعات هلندی است، که در سال ۲۰۰۶ تأسیس شد.